# كارل جاتو
كارل جاتو (بالإنجليزية: Carl Gatto)‏ هو سياسي أمريكي، ولد في 29 ديسمبر 1937 في نيويورك في الولايات المتحدة، وتوفي في 10 أبريل 2012 في سياتل في الولايات المتحدة بسبب سرطان البروستاتا. حزبياً، نشط في الحزب الجمهوري. وقد انتخب عضو مجلس نواب ألاسكا.